# Discographie d'EXO
La discographie du boys band sud-coréo-chinois EXO est composée de quatre albums studios, cinq mini-albums et de dix-neuf singles. EXO est formé sous SM Entertainment en 2011, et consiste à la base de douze membres séparés en deux sous-groupes, EXO-K et EXO-M, sortant la même musique simultanément en coréen et en chinois, respectivement en Corée du Sud et en Chine.

## Albums

### Albums studios
| XOXO                                                                              | - Date de sortie : 3 juin 2013 - Labels : SM Entertainment, KT Music - Formats : CD, téléchargement numérique                 | 1 (Kiss) 2 (Hug)           | 9 (Kiss) 18 (Hug)           | 1  | —  | - Corée du Sud : plus de 1 252 617 - Japon : plus de 148 000                     |
| XOXO                                                                              | - Réédition : 5 août 2013 (Growl) - Labels : SM Entertainment, KT Music - Formats : CD, téléchargement numérique              | 1 (Kiss) 2 (Hug)           | 9 (Kiss) 18 (Hug)           | —  | —  | - Corée du Sud : plus de 1 252 617 - Japon : plus de 148 000                     |
| EXODUS                                                                            | - Date de sortie : 30 mars 2015 - Labels : SM Entertainment, KT Music - Formats : CD, téléchargement numérique                | 1 (Corée du Sud) 2 (Chine) | 4 (Corée du Sud) 7 (Chine)  | 1  | 95 | - Corée du Sud : plus de 1 227 531 - Japon : plus de 84 640 - US : plus de 6 000 |
| EXODUS                                                                            | - Réédition : 3 juin 2015 (Love Me Right) - Labels : SM Entertainment, KT Music - Formats : CD, téléchargement numérique      | 1 (Corée du Sud) 2 (Chine) | 4 (Corée du Sud) 7 (Chine)  | 2  | —  | - Corée du Sud : plus de 1 227 531 - Japon : plus de 84 640 - US : plus de 6 000 |
| EX'ACT                                                                            | - Date de sortie : 9 juin 2016 - Labels : SM Entertainment, KT Music - Formats : CD, téléchargement numérique                 | 1 (Corée du Sud) 2 (Chine) | 5 (Corée du Sud) 16 (Chine) | 2  | —  | - Corée du Sud : plus de 1 133 104 - Japon : plus de 57 882                      |
| EX'ACT                                                                            | - Réédition : 18 août 2016 (Lotto) - Labels : SM Entertainment, KT Music - Formats : CD, digital download                     | 1 (Corée du Sud) 2 (Chine) | 5 (Corée du Sud) 16 (Chine) | 10 | —  | - Corée du Sud : plus de 1 133 104 - Japon : plus de 57 882                      |
| The War                                                                           | - Date de sortie : 18 juillet 2017 - Labels : SM Entertainment, Genie Music - Formats : CD, téléchargement numérique          | 1 (Corée du Sud) 2 (Chine) | 7 (Corée du Sud) 35 (Chine) | -  | —  | - Corée du Sud : 1,612,026+ - Japon : 50,742 - US: 7,000+ - Chine : 812,562+     |
| The War                                                                           | - Réédition : 5 septembre 2017 (The Power of Music) - Labels : SM Entertainment, Genie Music - Formats : CD, digital download |                            |                             |    |    |                                                                                  |
| Japonais                                                                          | |                            |                             |    |    |                                                                                  |
| Countdown                                                                         | - Date de sortie : 31 janvier 2018 - Labels : SM Entertainment, Avex Trax - Formats : CD, téléchargement numérique            |                            |                             |    |    |                                                                                  |
| "—" signifie que l'album ne s'est pas classé ou n'est pas sorti dans cette région | |                            |                             |    |    |                                                                                  |

### Mini-albums (EPs)
| Titre                     | Détails de l'album | Meilleures positions | Meilleures positions  | Meilleures positions | Meilleures positions | Ventes                                                              |
| Titre                     | Détails de l'album | COR                  | JPN                   | US World             | US                   | Ventes                                                              |
| ------------------------- | --- | -------------------- | --------------------- | -------------------- | -------------------- | ------------------------------------------------------------------- |
| Mama (EXO-K et EXO-M)     | - Date de sortie : 9 avril 2012 - Labels : S.M. Entertainment, KMP Holdings - Formats : CD, téléchargement numérique    | 1 (EXO-K) 4 (EXO-M)  | 33 (EXO-K) 63 (EXO-M) | 8 (EXO-K) 12 (EXO-M) | —                    | - COR : plus de 487 654 - JPN : plus de 61 046                      |
| Miracles in December      | - Date de sortie : 9 décembre 2013 - Labels : SM Entertainment, KT Music - Formats : CD, téléchargement numérique       | 1 (Cor) 2 (Chn)      | 7 (Cor) 20 (Chn)      | 1                    | —                    | - COR : plus de 552 008 - JPN : plus de 41 327                      |
| Overdose (EXO-K et EXO-M) | - Date de sortie : 7 mai 2014 - Labels : SM Entertainment, KT Music - Formats : CD, téléchargement numérique            | 1 (EXO-K) 2 (EXO-M)  | 3 (EXO-K) 5 (EXO-M)   | 2 (EXO-K) 5 (EXO-M)  | 129 (EXO-K)          | - COR : plus de 679 277 - JPN : plus de 55 782 - US : plus de 3 000 |
| Sing for You              | - Date de sortie : 10 décembre 2015 - Labels : SM Entertainment, KT Music - Formats : CD, téléchargement numérique      | 1 (Cor) 2 (Chn)      | 6 (Cor) 12 (Chn)      | 6                    | —                    | - COR : plus de 508 179 - JPN : plus de 34 500                      |
| For Life                  | - Date de sortie : 19 décembre 2016 - Labels : SM Entertainment, KT Music - Formats : CD, téléchargement numérique      | 1                    | 7                     | 9                    | —                    | - KOR: 516,062+ - JPN: 18,183+ - CHN: 169,232+                      |
| Universe                  | - Date de sortie : 26 décembre 2017 - Labels : S.M. Entertainment, Genie Music - Formats : CD, téléchargement numérique | 1                    | 8                     | 2                    |                      | - KOR: 516,062+ - JPN: 18,183+ - CHN: 169,232+                      |
| TEMPO                     | - Date de sortie : 2 novembre 2018 - Labels : S.M. Entertainment, Genie Music - Formats : CD, téléchargement numérique  | 1                    | 8                     | 2                    |                      | - KOR: 516,062+ - JPN: 18,183+ - CHN: 169,232+                      |
| Love Shot                 | - Date de sortie : 13 décembre 2018 - Labels : S.M. Entertainment, Genie Music - Formats : CD, téléchargement numérique | 1                    | 8                     | 2                    |                      | - KOR: 516,062+ - JPN: 18,183+ - CHN: 169,232+                      |
| OBSESSION                 | - Date de sortie : 27 novembre 2019 - Labels : S.M. Entertainment, Genie Music - Formats : CD, téléchargement numérique | 1                    | 8                     | 2                    |                      | - KOR: 516,062+ - JPN: 18,183+ - CHN: 169,232+                      |

### Albums live
| Titre                                                                              | Détails de l'album                                                                                                 | Meilleures positions | Meilleures positions | Ventes                                        |
| Titre                                                                              | Détails de l'album                                                                                                 | COR                  | JPN                  | Ventes                                        |
| ---------------------------------------------------------------------------------- | --- | -------------------- | -------------------- | --------------------------------------------- |
| Exology Chapter 1: The Lost Planet                                                 | - Date de sortie : 22 décembre 2014 - Labels : SM Entertainment, KT Music - Formats : CD, téléchargement numérique | 1                    | 22                   | - COR : plus de 80 000 - JPN : plus de 10 568 |
| EXO PLANET #3 - THE EXO'rDIUMdot in Seoul                                          | - Date de sortie : 25 octobre 2017 - Labels : SM Entertainment - Formats : CD, téléchargement numérique            | -                    | -                    | - CHN : plus de 11 257                        |
| "—" signifie que l'album ne s'est pas classé ou n'est pas sorti dans cette région. | |                      |                      |                                               |

## Singles
| Titre | Année          | Meilleures positions | Meilleures positions | Meilleures positions | Meilleures positions | Meilleures positions | Meilleures positions | Meilleures positions | Meilleures positions | Ventes                                                                            | Album                              |
| Titre | Année          | CHN                  | CHN                  | COR                  | COR                  | JPN                  | JPN                  | CAN                  | US World             | Ventes                                                                            | Album                              |
| Titre | Année          | Baidu                | Billboard            | Gaon                 | Billboard            | Oricon               | Billboard            | CAN                  | US World             | Ventes                                                                            | Album                              |
| Coréen/Chinois | Coréen/Chinois | Coréen/Chinois       | Coréen/Chinois       | Coréen/Chinois       | Coréen/Chinois       | Coréen/Chinois       | Coréen/Chinois       | Coréen/Chinois       | Coréen/Chinois       | Coréen/Chinois                                                                    | Coréen/Chinois                     |
| --- | -------------- | -------------------- | -------------------- | -------------------- | -------------------- | -------------------- | -------------------- | -------------------- | -------------------- | --------------------------------------------------------------------------------- | ---------------------------------- |
| "What Is Love" | 2012           | NC                   | NC                   | 110                  | 95                   | —                    | —                    | —                    | —                    | - COR (DL) : plus de 72 749                                                       | Mama                               |
| "History" | 2012           | NC                   | NC                   | 86                   | —                    | —                    | —                    | —                    | 4                    | - COR (DL) : plus de 181 698                                                      | Mama                               |
| "Mama" | 2012           | NC                   | NC                   | 46                   | 89                   | —                    | —                    | —                    | —                    | - COR (DL) : plus de 383 359                                                      | Mama                               |
| "Wolf" | 2013           | 10                   | NC                   | 10                   | 25                   | —                    | —                    | —                    | 4                    | - COR (DL) : plus de 534 603                                                      | XOXO                               |
| "Growl" | 2013           | 7                    | NC                   | 2                    | 3                    | —                    | —                    | —                    | 3                    | - COR (DL) : plus de 2 018 779                                                    | Growl                              |
| "Miracles in December" | 2013           | 7                    | NC                   | 2                    | 3                    | —                    | —                    | —                    | 3                    | - COR (DL) : plus de 789 317                                                      | Miracles in December               |
| "Overdose" | 2014           | 10                   | NC                   | 2                    | 2                    | —                    | —                    | —                    | 2                    | - COR (DL) : plus de 1 168 390                                                    | Overdose                           |
| "December, 2014 (The Winter's Tale)" | 2014           | 4                    | NC                   | 1                    | NC                   | —                    | —                    | —                    | 14                   | - COR (DL) : plus de 176 154                                                      | Exology Chapter 1: The Lost Planet |
| "Call Me Baby" | 2015           | 1                    | NC                   | 2                    | NC                   | —                    | —                    | 98                   | 2                    | - COR (DL) : plus de 1 180 844 - CAN (DL) : plus de 200 - US (DL) : plus de 5 000 | EXODUS                             |
| "Love Me Right" | 2015           | 3                    | NC                   | 1                    | NC                   | —                    | 33                   | —                    | 3                    | - COR (DL) : plus de 1 082 339                                                    | Love Me Right                      |
| "Lightsaber" | 2015           | 1                    | NC                   | 9                    | NC                   | —                    | 84                   | —                    | 3                    | - COR (DL) : plus de 242 162                                                      | Sing for You                       |
| "Sing for You" | 2015           | 3                    | 4                    | 3                    | NC                   | —                    | —                    | —                    | —                    | - COR (DL) : plus de 669 681                                                      | Sing for You                       |
| "Unfair" | 2015           | 8                    | —                    | 10                   | NC                   | —                    | —                    | —                    | 9                    | - COR (DL) : plus de 489 930                                                      | Sing for You                       |
| "Monster" | 2016           | —                    | 2                    | 1                    | NC                   | —                    | 9                    | —                    | 1                    | - COR (DL) : plus de 572 711                                                      | EX'ACT                             |
| "Lucky One" | 2016           | —                    | 3                    | 5                    | NC                   | —                    | —                    | —                    | 3                    | - COR (DL) : plus de 392 123                                                      | EX'ACT                             |
| "Lotto" | 2016           | —                    | —                    | 2                    | —                    | —                    | —                    | —                    | 1                    | - COR (DL) : plus de 287 972                                                      | Lotto                              |
| "Dancing King" | 2016           | —                    | —                    | 23                   | —                    | —                    | —                    | —                    | —                    | - COR (DL) : plus de 58 390                                                       | Non issu d'un album                |
| Japonais |                |                      |                      |                      |                      |                      |                      |                      |                      |                                                                                   |                                    |
| "Love Me Right〜romantic universe〜" | 2015           | —                    | —                    | —                    | —                    | 1                    | 1                    | —                    | —                    | - JPN : plus de 194 205 - COR (DL) : plus de 11 469                               | Non issu d'un album                |
| "Coming Over" | 2016           | —                    | —                    | —                    | —                    | —                    | —                    | —                    | —                    |                                                                                   | Non issu d'un album                |
| "—" signifie que le morceau ne s'est pas classé ou n'est pas sorti dans cette région. Note: Billboard Korea K-Pop Hot 100 a été introduit en août 2011 mais s'est arrêté en juillet 2014. |                |                      |                      |                      |                      |                      |                      |                      |                      |                                                                                   |                                    |

## Autres chansons classées
| Année | Titre                                        | Meilleures positions | Meilleures positions | Meilleures positions | Meilleures positions | Ventes (téléchargements) | Album                              |
| Année | Titre                                        | CHN                  | COR                  | COR                  | US World             | Ventes (téléchargements) | Album                              |
| Année | Titre                                        | CHN                  | Gaon                 | Billboard            | US World             | Ventes (téléchargements) | Album                              |
| --- | -------------------------------------------- | -------------------- | -------------------- | -------------------- | -------------------- | ------------------------ | ---------------------------------- |
| 2013 | "Baby, Don't Cry"                            | 2                    | 31                   | 55                   | 6                    | - COR : plus de 112 210  | XOXO                               |
| 2013 | "Black Pearl"                                | —                    | 81                   | 99                   | 8                    | - COR : plus de 35 782   | XOXO                               |
| 2013 | "Don't Go"                                   | 5                    | 54                   | 58                   | 13                   | - COR : plus de 45 944   | XOXO                               |
| 2013 | "Let Out the Beast"                          | —                    | 97                   | —                    | 10                   | - COR : plus de 32 651   | XOXO                               |
| 2013 | "3.6.5"                                      | —                    | 69                   | 88                   | 24                   | - COR : plus de 42 871   | XOXO                               |
| 2013 | "Heart Attack"                               | —                    | 93                   | —                    | 11                   | - COR : plus de 33 253   | XOXO                               |
| 2013 | "Peter Pan"                                  | 8                    | 78                   | 93                   | 16                   | - COR : plus de 36 943   | XOXO                               |
| 2013 | "Baby"                                       | —                    | 100                  | —                    | 20                   | - COR : plus de 32 774   | XOXO                               |
| 2013 | "My Lady"                                    | —                    | 64                   | 67                   | —                    | - COR : plus de 42 744   | XOXO                               |
| 2013 | "Wolf" (Version d'EXO-K)                     | —                    | 135                  | —                    | —                    | - COR : plus de 21 399   | XOXO                               |
| 2013 | "XOXO (Kisses & Hugs)"                       | 8                    | 15                   | 35                   | 6                    | - COR : plus de 113 300  | Growl                              |
| 2013 | "Lucky"                                      | 13                   | 17                   | 42                   | 7                    | - COR : plus de 90 881   | Growl                              |
| 2013 | "Growl" (Version d'EXO-K)                    | —                    | 64                   | —                    | —                    | - COR : plus de 21 272   | Growl                              |
| 2013 | "Growl" (Version d'EXO-M)                    | —                    | 82                   | —                    | —                    | - COR : plus de 15 984   | Growl                              |
| 2013 | "Christmas Day"                              | 10                   | 5                    | 38                   | 10                   | - COR : plus de 214 070  | Miracles in December               |
| 2013 | "The Star"                                   | —                    | 11                   | 53                   | 9                    | - COR : plus de 114 811  | Miracles in December               |
| 2013 | "My Turn to Cry"                             | 14                   | 9                    | 51                   | 7                    | - COR : plus de 127 032  | Miracles in December               |
| 2013 | "The First Snow" (첫 눈)                     | —                    | 2                    | 12                   | —                    | - COR : plus de 238 635  | Miracles in December               |
| 2013 | "Miracles in December" (Orchestre Classique) | —                    | 40                   | —                    | —                    | - COR : plus de 41 591   | Miracles in December               |
| 2013 | "The First Snow" (Version Chinoise)          | —                    | 61                   | —                    | —                    | - COR : plus de 27 830   | Miracles in December               |
| 2013 | "Christmas Day" (Version Chinoise)           | —                    | 64                   | —                    | —                    | - COR : plus de 27 075   | Miracles in December               |
| 2013 | "The Star" (Version Chinoise)                | —                    | 65                   | —                    | —                    | - COR : plus de 26 606   | Miracles in December               |
| 2013 | "My Turn To Cry" (Version Chinoise)          | —                    | 67                   | —                    | —                    | - COR : plus de 26 579   | Miracles in December               |
| 2014 | "Moonlight" (EXO-K)                          | —                    | 5                    | 16                   | 16                   | - COR : plus de 236 763  | Overdose                           |
| 2014 | "Thunder" (EXO-K)                            | —                    | 4                    | 11                   | 5                    | - COR : plus de 282 910  | Overdose                           |
| 2014 | "Run" (EXO-K)                                | —                    | 7                    | 15                   | 23                   | - COR : plus de 175 111  | Overdose                           |
| 2014 | "Love, Love, Love" (EXO-K)                   | —                    | 8                    | 21                   | 19                   | - COR : plus de 169 616  | Overdose                           |
| 2014 | "Overdose" (EXO-M)                           | 7                    | 20                   | —                    | —                    | - COR : plus de 68 991   | Overdose                           |
| 2014 | "Thunder" (EXO-M)                            | 3                    | 26                   | —                    | —                    | - COR : plus de 48 059   | Overdose                           |
| 2014 | "Moonlight" (EXO-M)                          | 2                    | 28                   | —                    | —                    | - COR : plus de 45 669   | Overdose                           |
| 2014 | "Run" (EXO-M)                                | —                    | 29                   | —                    | —                    | - COR : plus de 43 905   | Overdose                           |
| 2014 | "Love, Love, Love" (EXO-M)                   | 4                    | 30                   | —                    | —                    | - COR : plus de 42 808   | Overdose                           |
| 2014 | "Tell Me What Is Love" (D.O.)                | —                    | 44                   | NC                   | 2                    | - COR : plus de 29 668   | Exology Chapter 1: The Lost Planet |
| 2014 | "Love, Love, Love" (Version Acoustique)      | —                    | 67                   | NC                   | —                    | - COR : plus de 20 196   | Exology Chapter 1: The Lost Planet |
| 2014 | "Beautiful" (Suho)                           | —                    | 75                   | NC                   | —                    | - COR : plus de 18 675   | Exology Chapter 1: The Lost Planet |
| 2014 | "My Turn To Cry" (Baekhyun)                  | —                    | —                    | NC                   | —                    | - COR : plus de 16 969   | Exology Chapter 1: The Lost Planet |
| 2014 | "Up Rising" (Chen)                           | —                    | —                    | NC                   | —                    | - COR : plus de 16 029   | Exology Chapter 1: The Lost Planet |
| 2014 | "Deep Breath" (Kai)                          | —                    | —                    | NC                   | —                    | - COR : plus de 12 485   | Exology Chapter 1: The Lost Planet |
| 2014 | "Black Pearl" (Réarrangée) (Version Studio)  | —                    | —                    | NC                   | —                    | - COR : plus de 12 134   | Exology Chapter 1: The Lost Planet |
| 2014 | "Delight" (Chanyeol)                         | —                    | —                    | NC                   | —                    | - COR : plus de 12 096   | Exology Chapter 1: The Lost Planet |
| 2015 | "Transformer"                                | 3                    | 19                   | NC                   | 11                   | - COR : plus de 136 834  | EXODUS                             |
| 2015 | "What If..."                                 | —                    | 18                   | NC                   | 24                   | - COR : plus de 149 815  | EXODUS                             |
| 2015 | "My Answer"                                  | —                    | 14                   | NC                   | —                    | - COR : plus de 179 471  | EXODUS                             |
| 2015 | "Exodus"                                     | 7                    | 11                   | NC                   | 8                    | - COR : plus de 246 534  | EXODUS                             |
| 2015 | "El Dorado"                                  | —                    | 13                   | NC                   | 7                    | - COR : plus de 173 110  | EXODUS                             |
| 2015 | "Playboy"                                    | —                    | 9                    | NC                   | 18                   | - COR : plus de 217 821  | EXODUS                             |
| 2015 | "Hurt"                                       | —                    | 23                   | NC                   | 14                   | - COR : plus de 137 781  | EXODUS                             |
| 2015 | "Lady Luck"                                  | —                    | 26                   | NC                   | —                    | - COR : plus de 121 701  | EXODUS                             |
| 2015 | "Beautiful"                                  | —                    | 22                   | NC                   | 19                   | - COR : plus de 142 329  | EXODUS                             |
| 2015 | "Call Me Baby" (Version Chinoise)            | —                    | —                    | NC                   | —                    | - COR : plus de 80 662   | EXODUS                             |
| 2015 | "Exodus" (Version Chinoise)                  | —                    | 80                   | NC                   | —                    | - COR : plus de 28 566   | EXODUS                             |
| 2015 | "El Dorado" (Version Chinoise)               | —                    | 77                   | NC                   | —                    | - COR : plus de 28 488   | EXODUS                             |
| 2015 | "My Answer" (Chinese Version)                | —                    | 84                   | NC                   | —                    | - COR : plus de 28 155   | EXODUS                             |
| 2015 | "Playboy" (Version Chinoise)                 | —                    | 83                   | NC                   | —                    | - COR : plus de 28 075   | EXODUS                             |
| 2015 | "Transformer" (Version Chinoise)             | —                    | 87                   | NC                   | —                    | - COR : plus de 27 254   | EXODUS                             |
| 2015 | "Beautiful" (Version Chinoise)               | —                    | 92                   | NC                   | —                    | - COR : plus de 27 011   | EXODUS                             |
| 2015 | "What If..." (Version Chinoise)              | —                    | 90                   | NC                   | —                    | - COR : plus de 26 852   | EXODUS                             |
| 2015 | "Hurt" (Version Chinoise)                    | —                    | 91                   | NC                   | —                    | - COR : plus de 26 912   | EXODUS                             |
| 2015 | "Lady Luck" (Version Chinoise)               | —                    | 97                   | NC                   | —                    | - COR : plus de 26 207   | EXODUS                             |
| 2015 | "Tender Love"                                | —                    | 4                    | NC                   | 6                    | - COR : plus de 326 795  | Love Me Right                      |
| 2015 | "First Love"                                 | —                    | 15                   | NC                   | 7                    | - COR : plus de 143 202  | Love Me Right                      |
| 2015 | "Promise (EXO 2014)"                         | 1                    | 12                   | NC                   | 5                    | - COR : plus de 183 856  | Love Me Right                      |
| 2015 | "Love Me Right" (Version Chinoise)           | —                    | 48                   | NC                   | —                    | - COR : plus de 69 769   | Love Me Right                      |
| 2015 | "Tender Love" (Version Chinoise)             | 3                    | 97                   | NC                   | —                    | - COR : plus de 26 050   | Love Me Right                      |
| 2015 | "EXO 2014" (Version Chinoise)                | —                    | —                    | NC                   | —                    | - COR : plus de 25 016   | Love Me Right                      |
| 2015 | "First Love" (Version Chinoise)              | 5                    | —                    | NC                   | —                    | - COR : plus de 23 326   | Love Me Right                      |
| 2015 | "Girl x Friend"                              | —                    | 16                   | NC                   | 9                    | - COR : plus de 238 408  | Sing for You                       |
| 2015 | "On the Snow"                                | —                    | 18                   | NC                   | 23                   | - COR : plus de 202 032  | Sing for You                       |
| 2015 | "Sing For You" (Version Chinoise)            | 2                    | —                    | NC                   | —                    | - COR : plus de 22 989   | Sing for You                       |
| 2015 | "Unfair" (Version Chinoise)                  | 5                    | —                    | NC                   | —                    | - COR : plus de 21 078   | Sing for You                       |
| 2015 | "Girl x Friend" (Version Chinoise)           | —                    | —                    | NC                   | —                    | - COR : plus de 19 597   | Sing for You                       |
| 2015 | "On the snow" (Version Chinoise)             | —                    | —                    | NC                   | —                    | - COR : plus de 19 396   | Sing for You                       |
| 2015 | "Lightsaber" (Version Chinoise)              | —                    | —                    | NC                   | —                    | - COR : plus de 17 660   | Sing for You                       |
| 2016 | "Artificial Love"                            | NC                   | 19                   | NC                   | 5                    | - COR : plus de 150 804  | EX'ACT                             |
| 2016 | "Cloud 9"                                    | NC                   | 23                   | NC                   | 9                    | - COR : plus de 127 874  | EX'ACT                             |
| 2016 | "Heaven"                                     | NC                   | 16                   | NC                   | 6                    | - COR : plus de 192 049  | EX'ACT                             |
| 2016 | "White Noise"                                | NC                   | 24                   | NC                   | 11                   | - COR : plus de 134 187  | EX'ACT                             |
| 2016 | "One and Only"                               | NC                   | 25                   | NC                   | 12                   | - COR : plus de 123 121  | EX'ACT                             |
| 2016 | "They Never Know"                            | NC                   | 28                   | NC                   | 8                    | - COR : plus de 120 546  | EX'ACT                             |
| 2016 | "Stronger"                                   | NC                   | 22                   | NC                   | 13                   | - COR : plus de 129 595  | EX'ACT                             |
| 2016 | "Lucky One" (Inst.)                          | NC                   | 72                   | NC                   | —                    | - COR : plus de 21 237   | EX'ACT                             |
| 2016 | "Monster" (Inst.)                            | NC                   | 77                   | NC                   | —                    | - COR : plus de 20 685   | EX'ACT                             |
| 2016 | "Monster" (Version Chinoise)                 | NC                   | —                    | NC                   | —                    | - COR : plus de 20 821   | EX'ACT                             |
| 2016 | "Lucky One" (Version Chinoise)               | NC                   | —                    | NC                   | —                    | - COR : plus de 20 325   | EX'ACT                             |
| 2016 | "Heaven" (Version Chinoise)                  | NC                   | —                    | NC                   | —                    | - COR : plus de 17 635   | EX'ACT                             |
| 2016 | "Artificial Love" (Version Chinoise)         | NC                   | —                    | NC                   | —                    | - COR : plus de 17 313   | EX'ACT                             |
| 2016 | "Cloud 9" (Version Chinoise)                 | NC                   | —                    | NC                   | —                    | - COR : plus de 17 266   | EX'ACT                             |
| 2016 | "White Noise" (Version Chinoise)             | NC                   | —                    | NC                   | —                    | - COR : plus de 17 415   | EX'ACT                             |
| 2016 | "One and Only" (Version Chinoise)            | NC                   | —                    | NC                   | —                    | - COR : plus de 17 328   | EX'ACT                             |
| 2016 | "They Never Know" (Version Chinoise)         | NC                   | —                    | NC                   | —                    | - COR : plus de 17 228   | EX'ACT                             |
| 2016 | "Stronger" (Version Chinoise)                | NC                   | —                    | NC                   | —                    | - COR : plus de 17 101   | EX'ACT                             |
| 2016 | "She's Dreaming"                             | NC                   | 11                   | NC                   | 5                    | - COR : plus de 95 300   | Lotto                              |
| 2016 | "Can't Bring Me Down"                        | NC                   | 15                   | NC                   | 3                    | - COR : plus de 72 537   | Lotto                              |
| 2016 | "Monster (LDN Noise Creeper Bass Remix)"     | NC                   | 52                   | NC                   | —                    | - COR : plus de 31 502   | Lotto                              |
| "—" signifie que le morceau ne s'est pas classé ou n'est pas sorti dans cette région. Note: Billboard Korea K-Pop Hot 100 a été introduit en août 2011 mais s'est arrêté en juillet 2014. |                                              |                      |                      |                      |                      |                          |                                    |